# Jonathan Milan
Jonathan Milan   (Tolmezzo, 1 d'octubre de 2000) és un ciclista italià, professional des del 2021. Actualment corre a l'equip Lidl-Trek.
Combina el ciclisme en pista amb la carretera. El 2021 va prendre part als Jocs Olímpics d'Estiu de Tòquio, on guanyà la medalla d'or en la prova de persecució per equips del programa de ciclisme. Formà equip amb Simone Consonni, Filippo Ganna i Francesco Lamon. Aquell mateix any es proclamà campió del món, mentre el 2022 guanyà la medalla de plata. Al Campionat d'Europa destaquen tres medalles d'or i tres de plata.
En carretera destaquen dues victòries d'etapa al Giro d'Itàlia, el 2023 i 2024.

## Palmarès
- 2019
  - 1r al Gran Premi Lari Città della Ciliegia
- 2020
  -  Campió d'Itàlia en contrarellotge sub-23
  - 1r a la Coppa Crono Garofoli Porte
  - Vencedor d'una etapa al Girobio
- 2022
  - Vencedor de 2 etapes al Tour de Croàcia
- 2023
  - Vencedor d'una etapa al Tour d'Aràbia Saudita
  - Vencedor d'una etapa al Giro d'Itàlia i  1r de la Classificació per punts
- 2024
  - Vencedor d'una etapa a la Volta a la Comunitat Valenciana
  - Vencedor de 2 etapes a la Tirrena-Adriàtica
  - Vencedor d'una etapa al Giro d'Itàlia
  - Vencedor de 3 etapes a la Volta a Alemanya
  - Vencedor de 2 etapes a la Tour del Benelux
- 2025
  - Vencedor d'una etapa de la Volta a la Comunitat Valenciana
  - Vencedor de 2 etapes de l'UAE Tour
  - Vencedor de 2 etapes de la Tirrena-Adriàtica
  - Vencedor d'una etapa del Critérium del Dauphiné
  - Vencedor de 2 etapes del Tour de França, més la classificació per punts.

### Resultats al Giro d'Itàlia
- 2023. 103è de la classificació general. Vencedor d'una etapa.  1r de la Classificació per punts
- 2024. 118è de la classificació general. Vencedor de tres etapes.  1r de la Classificació per punts

### Resultats al Tour de França
- 2025. 118è de la classificació general. Vencedor de tres etapes.  1r de la Classificació per punts